# Casa-muzeu „Șciusev” din Chișinău
Casa-muzeu „Alexei Șciusev” este un muzeu, și totodată, un monument de arhitectură și istorie de însemnătate națională, introdus în Registrul monumentelor de istorie și cultură a municipiului Chișinău. Edificiul este casa (ridicată în 1851–53) în care s-a născut și a locuit timp de 24 de ani (perioada anilor 1873–1897), arhitectul și istoricul Alexei Șciusev, care printre altele a proiectat și Mausoleul lui Lenin. În 1947, până la fondarea casei-muzeu, aici a fost deschis un muzeu de arhitectură. 
În muzeu sunt păstrate lucrurile personale, fotografiile și documentele arhitectului. Exponate de muzeu sunt, de asemenea, mărturiile vieții și activității unui alt arhitect basarabean, Alexandru Bernardazzi. Piesele muzeului sunt aranjate în cele cinci încăperi ale casei. O sală aparte este dedicată lucrărilor artistice rămase și donate de arhitect în 1947. 
O vizită la muzeu costă cinci lei pentru elevi și 10 lei pentru adulți.

## Legături externe
- Casa-muzeu Șciusev la prospect.md
- Imagini din interiorul muzeului pe facebook.com
- Casa-Muzeu "Alexandr Sciusev" Arhivat în 16 mai 2015, la Wayback Machine. la fest.md